# Thor Thorvaldsen
Thor Thorvaldsen (Bamble, 31 maggio 1909 – Bærum, 30 giugno 1987) è stato un velista norvegese.

## Palmarès

### Olimpiadi
- 2 medaglie:
  - 2 ori (Londra 1948 nella classe Dragon; Helsinki 1952 nella classe Dragon)